# Ghislaine Azémard
Ghislaine Azémard est professeur des universités en sciences de l’information et de la communication (SIC) née le 21 février 1951 à Saint-Gilles (Gard).
Elle est spécialiste des politiques éditoriales du secteur multimédia, et a la préoccupation de mettre en regard des technologies les écritures qu’elles génèrent.
Ses recherches sont spécialisées dans le secteur des e-médiations interactives, scientifique, culturelle, pédagogique et territoriale, et menées dans le cadre du programme de recherche et de création numérique LEDEN.

## Carrière et activités de recherche
Elle est actuellement professeur à l’université Paris 8 où elle dirige l’équipe « Écritures et Hypermédiations numériques » du  Laboratoire Paragraphe. Elle dirige la Chaire UNESCO  Innovation Transmission et Edition Numériques à la Fondation Maison des sciences de l'homme  et à l'Université Paris 8. Elle est responsable du master  « Création, Innovation, Information numériques » Université Paris-8 (domaine commun : Culture et Communication, université Paris 8, université Paris 13). Elle dirige aussi le Programme LEDEN  de la Maison des Sciences de l’homme Paris Nord (université Paris 8, université Paris 13), Centre national de la recherche scientifique).

### Début de carrière
Après un doctorat en sociologie de la communication à l’École des hautes études en sciences sociales sur les processus de symbolisation à l’œuvre par l’usage individuel et collectif de la vidéo en regard de la réception télévisée, elle participe depuis 1970 à des investigations tant théoriques que professionnelles (pour le compte du  Centre national d'études des télécommunications, de la Commission européenne, des ministères français et des collectivités territoriales) ont porté sur le développement des nouvelles technologies de l’image, l’histoire des systèmes de communication, l’évolution des industries culturelles liées à la généralisation du  numérique et plus récemment sur les mutations éditoriales liées à l’arrivée du multimédia, de la mobilité et de la tactilité.

### Direction d’études et expertises
« Elle a participé aux programmes de recherche de la Commission européenne, en tant que directrice d’étude sur les questions des usages sociaux des nouvelles technologies, notamment pour les programmes FAST (Direction générale XII) et COMETT et mis en œuvre une manifestation d’évaluation des logiciels et des multimédias éducatifs dans le cadre de l’année européenne pour l’éducation et la formation tout au long de la vie pour la Direction générale XXII ».
Elle a été membre du pôle de compétitivité Cap Digital entre 2005 et 2011, en tant que représentante académique du bureau exécutif, et directrice adjointe de la MSH Paris Nord de 2003 à 2011.

### Champs de recherche
« Ses activités de recherche se sont progressivement réorientées vers les politiques éditoriales du secteur multimédia puis cross-média  avec la préoccupation de mettre en regard des technologies, les écritures qu’elles génèrent. Les recherches spécialisées dans le secteur des e-médiations interactives, scientifique, culturelle, pédagogique et territoriale qu’elle mène dans le cadre du LEDEN, s'adossent à un travail de veille technologique, éditoriale, esthétique et ergonomique nationale et internationale ».

### Recherche appliquée
Elle réalise avec son équipe pour le ministère de la culture et le ministère de la recherche, l’AGEFA PME, le pôle de compétitivité Cap Digital, le Conseil général de la Seine-Saint-Denis, des prototypes numériques innovants :
- Outils de publications, applications mobiles et tactiles scientifiques
- Modules pédagogiques (L'Éventail des métiers, Cybercartable)
- Simulation culturelle en réalité augmentée (TerraNumerica)

### Direction du master «Création, Innovation, Information numériques»
Le master « Création, Innovation, Information Numériques » qu’elle dirige est une formation pionnière reconnue par l’AERES et la profession.
Les étudiants de cette formation reçoivent chaque année des distinctions et des bourses (Laval Virtual, concours Géoportail de l’Institut national de l'information géographique et forestière, prix de la Fondation Hachette, de la Société des auteurs et compositeurs dramatiques, du Web Flash Festival du Centre Pompidou…), créent leur entreprise, intègrent de grandes institutions ou des startups  à des postes à responsabilité.
Le master « Création, Innovation, Information numériques » édite un blog dédié au crossmédia, Crossmedias.fr, sur lequel les étudiants contribuent et publient leurs articles sur ce secteur.

### Interventions et expertises internationales
Elle est invitée comme spécialiste des logiques éditoriales numériques multisupports par les universités étrangères, en Europe, en Amérique latine et en Chine.
Elle a été nommée professeur honoraire à l’université d'art et de design de Pékin en  2001,  à l’université des sciences et de l'ingénierie de Wuhan en 2009 et à l’université Renmin de Chine en 2010.

## Événements multimédia, crossmédia et art numérique

### Direction générale du Prix Möbius des multimédias
Elle est directrice générale du Prix Möbius des multimédias scientifiques, éducatifs et culturels, prix soutenu par la Commission européenne, l’UNESCO, le CNRS, le ministère de la Culture, le ministère de l'Enseignement supérieur et de la Recherche, le ministère de la Jeunesse et des Sports, et des Sociétés d’auteurs (SACD, SCAM).

### Autres événements et manifestations
Elle a aussi participé comme experte à la sélection de travaux innovants notamment pour :
- le programme «  Cognitique et Nouvelles Technologies»  du Ministère de l’Enseignement supérieur et de la Recherche du Programme « Motif » ;
- le collectif  « Multimédias jeunesse » du ministère de la Jeunesse et des Sports ;
- la sélection des multimédias du ministère des Affaires étrangères, les NTIC du ministère de l'Éducation nationale ;
- l’attribution des bourses d’aide à l’écriture multimédia de la SCAM ;
- les  scénarios interactifs pour la SACD ;
- le festival international d’animation et d'art numérique de Changzhou du ministère de la Culture de Chine.

## Publications

### 2000-2013
- « 100 notions pour le crossmédia et le transmédia », éditions de l’immatériel, p. 230,  (ISBN 9791091636001)
- « Méthodes crossmédia dans les processus d’apprentissage » université des sciences et de l’ingénierie du Wuhan (Chine) du 22 au 25 juin 2011
- « Le rôle du crossmédia dans la création » intervenant et membre du jury des 8 th china international animation and digitalarts festival Changzhou CICDAF Ministère de la culture de la république populaire de Chine  24-30 aout 2011 [5].
- « Crossmédia : Nouvelles stratégies de communication éditoriale » séminaire européen sur le crossmédia Ecole du cinéma université de Nancy dans le cadre du Festival international du cinéma   6 et 7 septembre 2011
- « Nouveaux process de transmission et d’apprentissage. Outils et dispositifs de coconstruction  de savoir » Carrefour de l’image, Ile de la Réunion, Réseau interuniversitaire international ETNA (European Training Network of Animation) programme Média de la commission européenne, Cartoon 27 septembre au 3 octobre 2011
- « Crossmédia : Migrations financières, mutations d’usages, redéfinitions éditoriales » dans le cadre des journées franco-chinoises sur l’édition numérique à l’université des sciences et de l’ingénierie du Wuhan (Chine) du 12 au 14 mai 2010.
- « Histoire et devenir de l’image fixe et animée » Séminaire de recherche Europe/Chine : au Théâtre d’ombres de Pékin 10 et 11 mai 2010, Université Renmin de Chine à Pékin.
- « Nouvelles Technologies d’Information Communication  pour la transmission scientifique »  Science et Art : l’interdiscipline au XXIe siècle »  10 et 11 juillet 2010 Pékin  Académie chinoise des sciences.
- « Numérique : Pratiques innovantes dans le secjteur culturel » à la 22e conférence générale du Conseil international des musées du 7 au 12 novembre 2010 à Shanghai.
- « La place du numérique dans l’évolution des méthodes de transmission Premiers apprentissages et virtualité : l’usage des serious game » Institut national chinois de recherche en éducation et sciences 22 août 2010 Pékin Chine
- « Les nouvelles médiations par le numérique » les Mardis de l’innovation  Les TIC et la culture. Centre national des arts et métiers 13 janvier 2009,  également diffusés sur France Culture : « Les Chemins de la connaissance ».
- « Déj(n)ouer  la crise du sens à l’ère numérique par la recherche coopérative en réseaux » Henri Hudrisier, Ghislaine Azémard, colloque la Crise du sens à Tozeur du 3 au 6 mars 2009
- « Rencontres sur la valorisation numérique du patrimoine culturel » Maison des Sciences Homme Paris Nord MRT du ministère de la Culture / Musées  11 mars 2009
- « Formations à la création numérique : recherche et création » Participation au titre du programme de recherche LEDEN et du master Création et édition numérique à la rencontre européenne de l’image 3D relief : « Dimension 3 », avec le Pôle Audiovisuel et la plate-forme Arts, sciences et technologies dans le cadre de Futur en scène organisé par |Cap Digital juin 2009
- Séminaire : «  TIC  pour le patrimoine culturel : évaluation des outils, méthodes et pratiques» Maison des sciences de l'homme Paris Nord 11 mars 2009 avec la Direction des Musées de France, le ministère de la Culture (MRT) , Erasme, Monum, le Mucem.
- « Vers une praxéologie du design : le savoir-faire du designer »Laurence Noel sous la direction de Ghislaine Azémard. 6e rencontres réseau de la recherche en Design : «  Designer’s Days » à l'université Paris 1 Panthéon-Sorbonne : 11-15 juin 2009
- « Environnement interactifs et représentations numériques dans le cadre d'exposition valorisant le patrimoine scientifique et culturel : Design d’espaces interactifs immersifs Audrey Defretin sous la direction de Ghislaine Azémard. 6e  rencontres réseau de la recherche en design : «  Designer’s Days » université Paris 1 Sorbonne : 11-15 juin 2009
- « Création et édition numériques : les réalisations numériques multisupports des étudiants en master promotion 2008/2009» UP8 et École des Beaux Arts/ Iloi  à la Société Civile des Auteurs Multimédias. 19 juin 2009.
- « Mutations technologiques et culturelles : nouveaux chemins pour la didactique ? » intervention dans le cadre du Séminaire « Ethnotechnologie prospective » Cerisy du 02 au 9 juillet 2009.
- H2PTM’ 09 : « Rétrospective et perspective » 30 septembre 2 octobre 09 Membre du comité, membre évaluateur « Ecritures et créations numériques » Présidence de la session :« Interface design, specifying and optimised fonctional form ». Laurence Noël, Ghislaine Azémard
- Coorganisation de la 12e édition du CIDE  sur Patrimoine 3.0 du 21 au 23 octobre 2009 Montréal  « Design d'interfaces homme(s)-logiciel(s) et médiation des savoir à l’ère du web 3.0 » Laurence Noël, Ghislaine Azémard.
- Coorganisation avec Jean-Pierre Dalbera (directeur des musées de France) des « Rencontres franco-chinoises sur la valorisation numérique du patrimoine culturel »  pour l’association des éditeurs chinois (PAC)  au musée du quai Branly  avec la DMF, la RMN, le musée national des arts asiatiques - Guimet 11 décembre 2009 [6].
- Direction scientifique d’une plateforme d’édition hypermédia portant sur un corpus d’entretiens réalisés auprès d’acteurs du secteur muséal dans le cadre de la convention MRT Ministère de la  Culture.
- Direction scientifique  de la réalisation d’une simulation des  usages scientifiques et touristiques  de « la réalité augmentée sur mobile dans le cadre d’un parcours de visite culturelle » pour le programme «  TerraNumerica » (Cap Digital/Thales….) 2009.
- « La valorisation numérique du patrimoine culturel et scientifique » Bucarest 15e rencontres internationales du prix Möbius des Multimédias organisées par l’Institut des Technologies de la Communication à Bucarest au ministère de la Culture  Roumaine[7].
- « Designing a knowledge based user centered tourism information system supporting national organisation marketing strategies »  Laurence Noël et Ghislaine Azémard in International journal of Digital and Electronic Tourism” [8], 2008
- « L’édition multimédia, un enjeu de culture pour la web génération » article dans le cadre du séminaire : « Le livre et la lecture à l’ère numérique », 2008.
- « Interfaces innovantes pour le numérique culturel et de création. Évolution des écritures numériques de valorisation, médiation culturelles » Séminaire : Muséologie et nouvelles formes d’adresse au public organisé par l’IRI/ Centre Pompidou, DDAI/MRT/Ministère de la Culture, École du Louvre. MUCEM, LEDEN/Université Paris 8, Laboratoire MAP/CNRS, Cité des Sciences, Château de Versailles, MNAM/Centre Pompidou, Musée du Louvre
- Présidence du colloque « Le livre et la lecture à l’ère numérique » MSH Paris Nord 23-24 juin 2007 organisé par le Centre de Recherche et d’Information sur la Littérature pour la Jeunesse
- Présidence de la session «  Arts et Design » du séminaire Hammamet organisé par le laboratoire PARAGRAPHE de l'Université de Paris 8(France)et le laboratoire Stratégies d’Optimisations des informations et de la connaissance (SOIE) de l'Ecole Nationale des Sciences de l'informatique de la 9e édition de la conférence H2PTM : Hypertextes, Hypermédias Collaborer, Echanger, Inventer : Expériences de réseaux 29, 30 et 31 octobre 2007 - Hammamet, Tunisie
- Coordination de la session «  Les usages pédagogiques des TIC  » du colloque international EUTIC 2007 « Enjeux et Usages des Technologies de l’Information Communication » Médias et diffusion de l'information: vers une société ouverte, organisé par le GRESIC Groupe Européen et Interdisciplinaire sur les enjeux et usages des TIC coordonné par l’Université  Bordeaux 3. du 7 au 10 novembre 2007.Athènes Grèce
- « Technologies de l’information et de la communication et nouvelles subjectivités. À l’ère du Cybersujet » dans l’ouvrage dirigé par Martine Pretceille : « Les métamorphoses de l’identité dans les sciences du vivant et les sciences de l’homme » Anthropos Economica 2006
- « Numérisation patrimoniale, édition et valorisation » École des beaux-arts Le Port île de la Réunion septembre 2006
- Direction de la réalisation d’un système multimédia immersif pour le conseil général de la Seine-Saint-Denis « Signes d’eau »
- Direction dans le cadre du Programme de recherche et de création LEDEN (Evaluation et  Développement pour l’Edition Numérique) MSH Paris Nord / Université Paris 8 de la création et de l'édition du site officiel Marie Curie et de l’exposition numérique « Marie Curie, femme de science » (circulation internationale : Chine, océan indien, Amérique latine); de la réalisation pour la Mission Recherche et Technologie du ministère de la Culture d’une étude pour la réalisation de la plateforme culturelle et d’échanges interuniversitaires franco-chinois « Regards croisés »; de la réalisation, en partenariat avec les comités nationaux du prix Möbius des multimédias, d’un magazine (12 numéros) : « Les écritures numériques du monde » sur Radio France International; la production de ressources multimédias, didacticiels « cybercartable » pour la DESCO du ministère de l'Éducation nationale et la Confédération générale des petites et moyennes entreprises; la création de modules pédagogiques en 3D temps réels sur les « métiers » pour l’AGEFA /PME et la DESCO du ministère de l'Éducation nationale ; la création de produits de médiation scientifique en libre accès sur internet pour le ministère délégué à la Recherche ( i.canal); la réalisation d’un système d’information multimédia multisupports de valorisation territoriale : «  Territoire(s) » pour le conseil régional d’Île-de-France, le Conseil Général de la Seine Saint Denis, le programme FEDER.; la réalisation d’une étude sur « l’apport de la 3D pour la conservation, la valorisation et la transmission du patrimoine culturel et scientifique » dans le cadre du projet structurant du pôle de compétitivité Cap Digital : «TerraNumerica » coordonné par Thales.
- États des lieux du multimédia dans le monde  (actes du colloque Möbius)
- « Méthodes, outils et procédures numériques au service de la transmission » 3e Congrès International sur la Culture et le Développement du 9 au 12 juin 2003 au Palais des conventions de la Havane, Cuba
- « Les multimédias scientifiques français : quels enseignements ? » The Publishers association of China Pékin 2003
- « Les 100 titres : anthologie des multimédias français », ministère de la Culture pour la Commission européenne
- « L’offre éditoriale multimédia : historique et perspectives »  Apprentissages et Savoirs / Culture et Education. Retz Pédagogie
- « L’offre des jeux vidéo : évolution du marché » Qui a peur des jeux vidéo, Médiamorphose N°2.

### 1990-2000
- « L’évolution des multimédias » Multimédias en Recherche Nouvelles Pratiques en Sciences Sociales. Xoana Images et Sciences Sociales Jean Michel Place, 2000
- « Les jeux électroniques : symptômes et fers de lance des industries post-culturelles » Le choc des images : pour qui ? CLER, 2000
- « Les jeux vidéo : questions de cultures » Les nouvelles technologies et l’exclusion Ville – École – Intégration N° 119, 2000
- « Les traitements télévisés de la folie et l’avenir de la vidéocommunication locale » Regards sur la folie-Investigations croisées des sciences de l’homme et de la société, collection logiques sociales, l’Harmattan, 2000
- « Maman, j’ai éclaté le chien ! regards sur les jeux vidéo » Écritures/Thoughts Variations sur l’évaluation prospective sociétale de la science et de la technologie  Programme FAST Commission des Communautés Européennes (Bruxelles), 2000
- « Nouveaux médias et nouveaux pouvoirs : de l’usage des techniques en temps de crise »  L’après-télévision  Nouveaux écrans- Nouveaux médias Médias Pouvoirs (politiques, économies et stratégies des médias) N° 30, 2000
- « Étude de cas : histoire et évolution d’un projet de vidéocommunication sociale » Nuevas tecnologias de comunicacion dirigée par Carmen Gomez Mont Edition Trillas Mexico, 2000

### 1980-1990
- « Émettre en Europe » Les radios nouvelles dans le monde sous la direction de Jean-Paul Lafrance La Documentation française, 1985
- Une autre optique à Gennevilliers : préfiguration du câblage en fibres optiques, simulation et évaluation d’une télévision locale avec Jean Claude Quiniou, édition Ceriam, publication réalisée à la demande du ministère de la Culture, 1984
- « De la vidéoanimation à la vidéocommunication » Les Réseaux de l’Image  Bulletin de l’Idate  Actes des 5e Journées Internationales N°13, 1983
- « Les mythes en -tique… », Mythes et Arts, Édition Sgraffite / ministère de la Culture, Inspection Générale de l’Enseignement Artistique, 1983
- « La vidéo, historique et enjeux » La télévision entre service public et marché ouvrage collectif dirigé par Giuseppe Richeri, édition Gili, 1983
- « La vidéo dans la recherche et l’action sanitaire et sociale » Technologies culture et communication de Armand Mattelart et Yves Stourzé, La documentation française  collection des rapports officiels, 1983
- La Vidéo, l’enfant et les institutions : vers une utilisation interactive des nouvelles technologies, édition Anthropos collection « Mass-média et idéologie » thèse de doctorat dirigée par Armand Mattelart  (ISBN 2-7157-0362-7), 1980